# 진성만
진성만(陳成萬, 1940년 3월 29일 ~ )은 재즈 팝 음악 가수 겸 뮤지컬 배우 및 영화제작자 분야에서 모두 은퇴한 대한민국의 대학 교수이며 예비역 대한민국 육군 하사이다.

## 생애

### 이력
여성 영화배우 겸 영화제작자 김지미(본명 김명자, 1940년 7월 15일 일제 강점기 충청남도 대덕 출생)의 제부(弟夫)이기도 한 그의 본관은 여양(驪陽)이고 일제 강점기 전라북도 익산에서 교육자 집안의 첫째로 출생하였으며 1957년 이리 남성고등학교 졸업 이후 1961년 카톨릭 의대를 중퇴하고 예그린 합창단에 입단하였으며 같은 해 1961년 뮤지컬 《스와니》로 뮤지컬 배우 데뷔하였고 이어 같은 해 1961년 연극 《햄릿》으로 연극배우 데뷔하였으며, 이듬해 1962년 DBS 동아방송 성우로 입사하였고 이어 같은 해 1962년에는 남성 보컬 음악 그룹 "쟈니 브라더스(Johnny Brothers)"를 결성, 이후 1964년 《빨간 마후라》를 발표하며, 공전의 히트를 기록하였다.

### 기타 특점
그는 특별히 TBC 동양방송 텔레비전 대표 쇼프로인 쇼쇼쇼에 플라이 보이 곽규석과 아울러 고정 멤버로 출연하였다.
1964년 워커힐 무대에서 활동하였다. 지미필름 대표로 1986년 영화 《티켓》으로 영화제작자 데뷔하였다.

## 출연작

### 뮤지컬
- 1961년 뮤지컬 《스와니》
- 1971년 뮤지컬 《바다여 말하라》

### 연극
- 1962년 연극 《햄릿》 ... 햄릿 왕자 역(주인공)

## 제작 작품

### 제작영화작품
- 1986년 영화 《티켓》
- 1988년 영화 《아메리카 아메리카》
- 1989년 영화 《추억의 이름으로》
- 1989년 영화 《물의 나라》
- 1989년 영화 《불의 나라》
- 1989년 영화 《아낌 없이 주련다》
- 1992년 영화 《명자 아끼꼬 쏘냐》
- 1993년 영화 《오렌지 나라》

## 이외 이력
- 1995년 자유민주연합 문화예술행정특임위원